# インディNXT
インディNXT (Indy NXT) は、アメリカ合衆国で行われるオープンホイール・レースのカテゴリー。インディカー・シリーズの直下に位置し、IndyCarが認可している。また育成プログラムの、USF・プロ選手権の最終シリーズである。
1986年から1990年までCARTの運営によりアメリカン・レーシング・シリーズ (American Racing Series) として開催され、1991年から2001年まではインディ・ライツ・シリーズ (Firestone/Dayton Indy Lights) として開催された。 
IRLの運営による現在のシリーズは2002年から始まり、2007年までインフィニティ・プロ・シリーズ/インディ・プロ・シリーズ (Infiniti/Indy Pro Series) 、2008年にCARTとインディカー・シリーズが統合され、インディ・ライツの名前が復活し、2008年から2013年までファイアストン・インディ・ライツ・シリーズ (Firestone Indy Lights Series) 、2014年から2022年までインディ・ライツ・プレゼンテッド・バイ・クーパー・タイヤ (Indy Lights Presented by Cooper Tyre) として開催されていた。 
2023年より現在のインディNXT byファイアストン (Indy NXT by Firestone) に名称変更した。 

## 起源
1970年代を通じてアメリカ合衆国自動車クラブ（USAC）がトップカテゴリであるインディカー・レースの統括組織であったが、下位カテゴリの進化の様相は変化していった。1960年代初めのアメリカにおけるオープンホイール・レースはフロントエンジン・リアドライブ（FR）のロードスターで争われていた。主流の下位カテゴリーにはスプリントカーレースおよびミジェットカーレースが含まれていた。1970年代に入ると車両はミッドエンジンのフォーミュラカーで争われるようになり、同様に支流であった下位カテゴリもフォーミュラカーを使用するように変化していった。
スポーツカークラブ・オブ・アメリカ（SCCA）のスーパー・ヴィーおよびフォーミュラ・アトランティックが下位カテゴリとして初めにフォーミュラカーを使用するようになったシリーズであった。しかしながら、いずれもUSACの上位カテゴリに直接繋がるものではなかった。1977年、USACはスーパー・ヴィー・マシンを用いて「ミニ・インディ」シリーズを始める。このシリーズはUSACがインディアナポリス・モーター・スピードウェイ以外のインディカー・レースの認可を止めた1980年をもって終了した。
「ミニ・インディ」シリーズの終了に続いて、1980年代初めのCARTおよびインディ500を目指すドライバーたちはスーパー・ヴィー、フォーミュラ・アトランティック、SCCA、カンナム、スプリントカー、ミジェットカー、ストックカーと、組織化されていないシリーズに参戦することとなった。

## CART運営時代 (1986-2001)

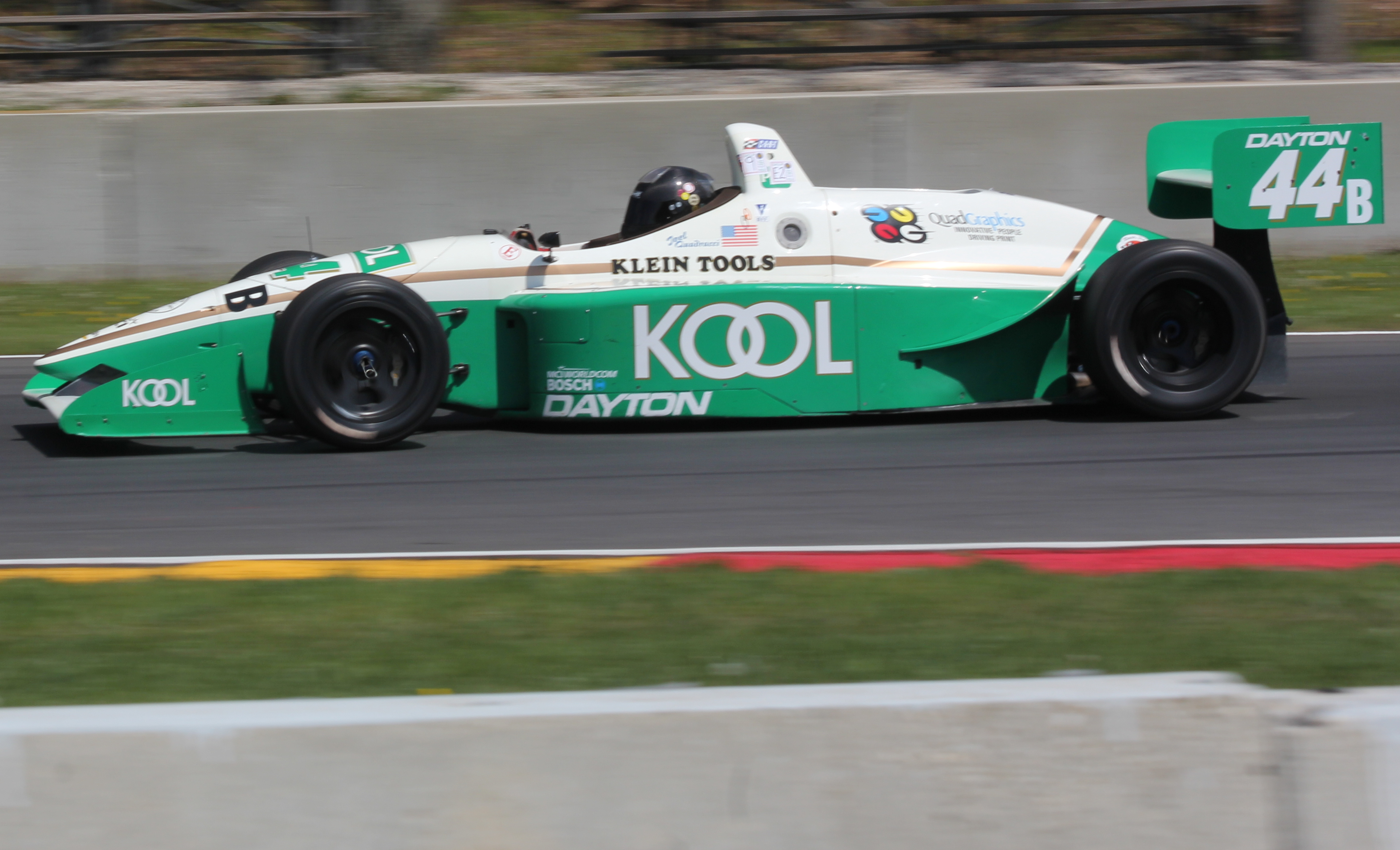
ローラ・T97/20

5年以上公式の下位カテゴリーが存在しない時代が続いた後、CARTが下位カテゴリーの創設を目指した。インディ・ライツ・シリーズがオープンホイールカーによるインディカーの下位カテゴリーとして1986年から2001年まで開催された。シリーズは1986年にアメリカン・レーシング・シリーズとして設立され、1991年にインディ・ライツに改名された。CARTが認可した本シリーズは広く人気を得るようになり、ファイアストン（シリーズの公式タイヤサプライヤー）がシリーズのタイトルスポンサーとなり、後には子会社のデイトンタイヤがタイトルスポンサーとなった。
ワンメイクで行われたインディ・ライツは、1986年から1992年までマーチ (フォーミュラ3000シャーシ、85Bを改造したもの) を使用していた。1993年からローラシャーシを使用し、このシリーズの主要コンストラクターになった。1997年にローラ・T97/20が導入され、2001年まで使用された。エンジンは、ビュイック・V6エンジンが使用された。インディ・ライツの開催スケジュールはインディ500を除いてCARTシリーズのサポートレースだった。
1990年代後半から2000年代前半にかけて、CARTは財政難に陥っていた。一方、1996年にライバルのインディ・レーシング・リーグ（IRL）が結成された。CARTは2001年シーズン終了後にインディ・ライツを廃止した。同時期、アトランティック・チャンピオンシップがCARTの主要な下部シリーズとなり、後にチャンプカー・ワールド・シリーズのステップアップカテゴリーとして機能した。

## 現在のシリーズ (2002-)

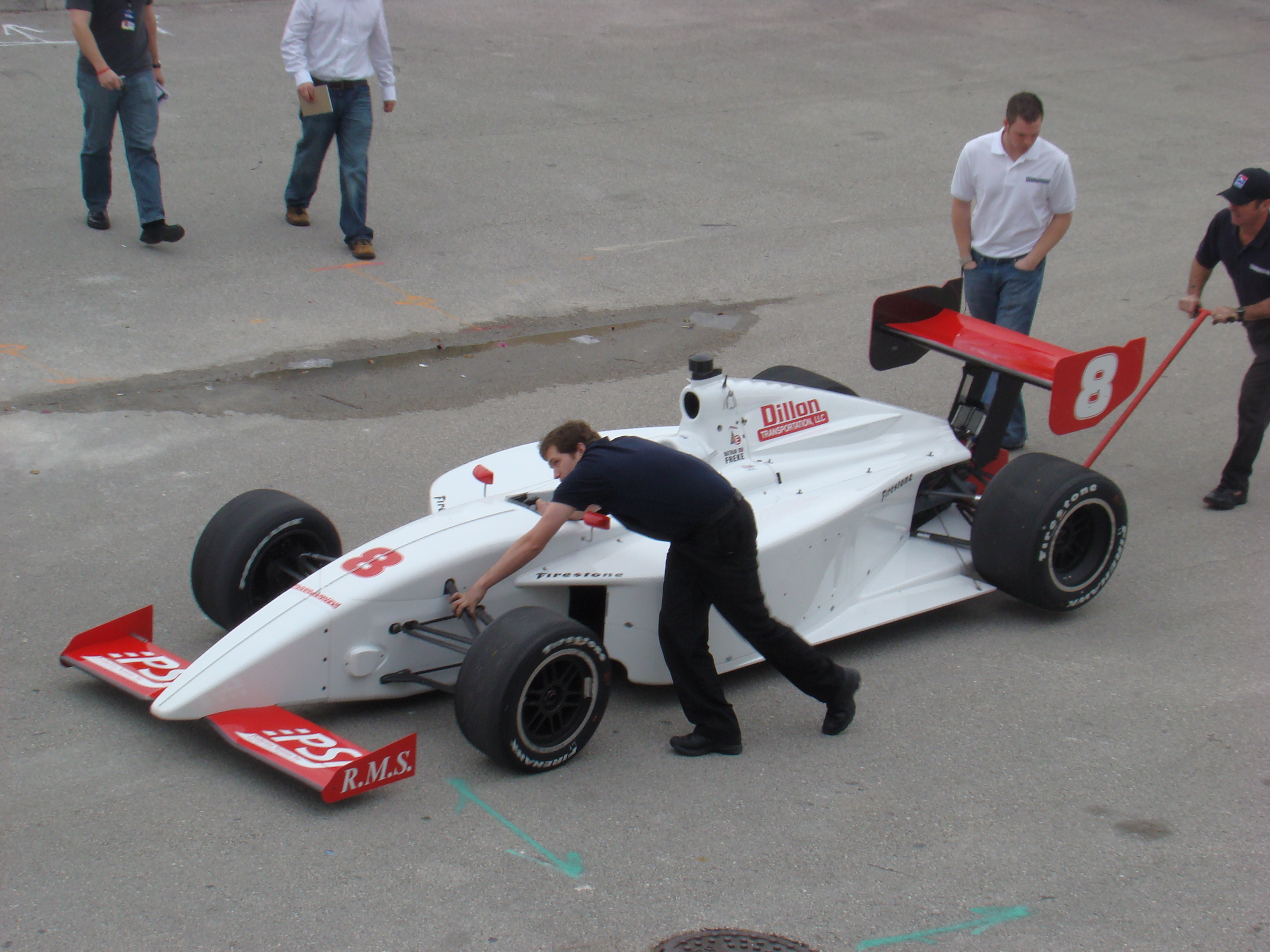
2008年のマイアミでテストを行う、ダラーラ・IPS

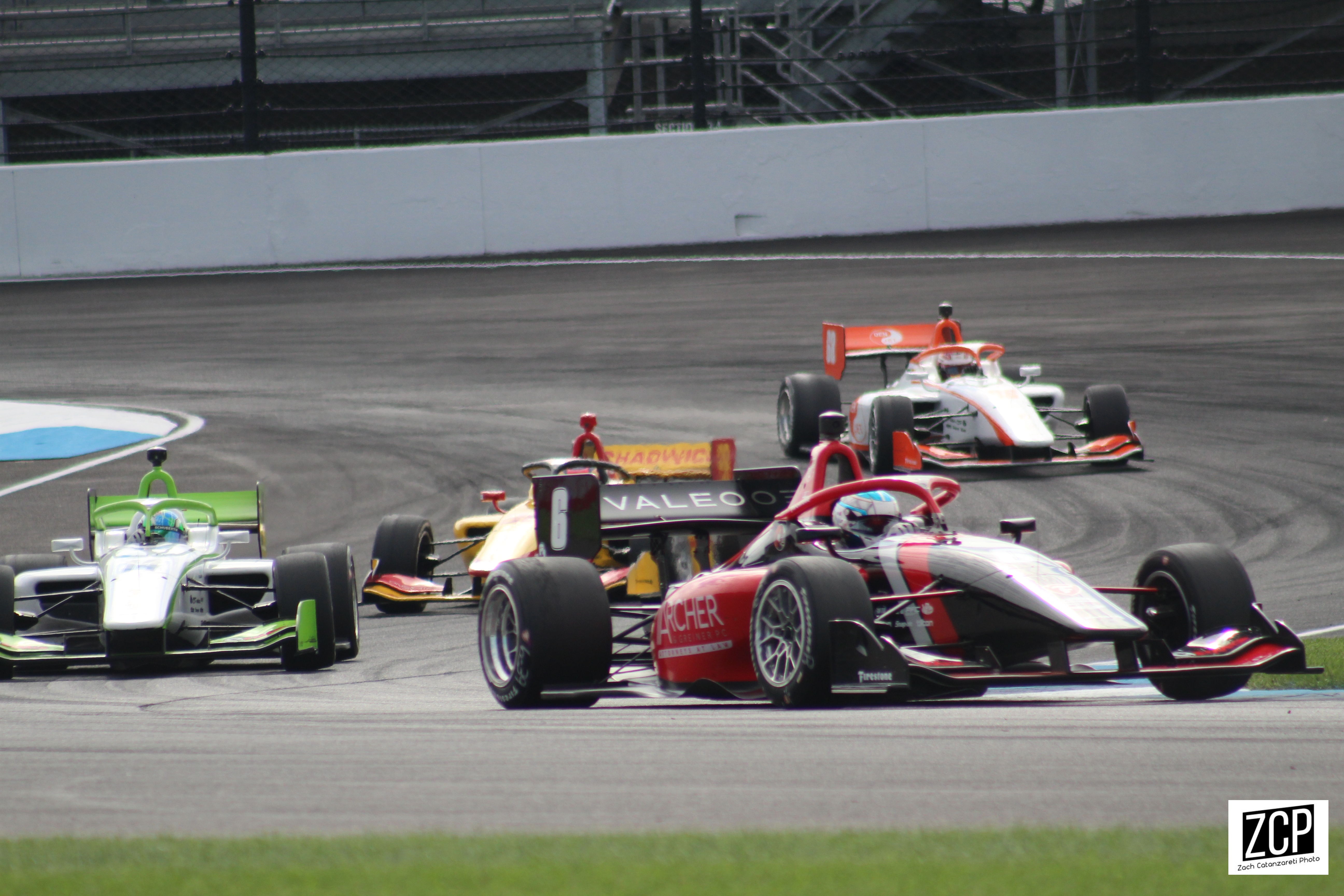
ダラーラ・IL-15

インフィニティ・プロ・シリーズがIRLによって再設立され、CART公認のインディ・ライツが消滅した翌年の2002年にレースを開始した。マシンは、インフィニティ・Q45で使用されているV8エンジンをベースに、トム・ウォーキンショー・レーシング（TWR）が新たに開発した、3.5リッター420馬力のエンジンと、ダラーラ・IPSのワンメイクシリーズだった 。シリーズは当初ドライバーを集めるのに苦労した。しかし、2005年にいくつかのロードコースが導入されたことで、参加者が増加した。
2013年6月、2014年シリーズからシリーズの運営を、アンダーセンプロモーションが行うことが発表された。IndyCarの認可は継続される。8月には、2014年からワンメイクタイヤがファイアストンからクーパータイヤに切り替わることが発表された。これにより、インディカー・シリーズにつながるロード・トゥ・インディの3カテゴリーが、アンダーセンによって主催され、クーパータイヤが使用されることになった。10月31日、シリーズはダラーラが第4世代のインディ・ライツ、シャーシコンストラクターとなり、新車ダラーラ・IL-15を発表した。11月26日、新エンジンは2リッター直列4気筒ターボチャージャー付き、AER製MZR-Rエンジンで、出力450馬力、プッシュ・トゥ・パスでさらに50馬力を発揮することが発表された。
2021年時点、ダラーラ・IL-15は引き続きシリーズで使用され、エンジンはAERによって、リビルドなしで1シーズンを稼働するように設計、製造されている。 2021年シーズンから、IL-15にヘイローが追加された。また2021年のチャンピオンはインディカー・シリーズで、インディ500を含む3レースの契約を確保するために125万ドルの奨学金が授与される。
ファイアストンは、2023年シーズンから公式タイヤサプライヤーとして復帰した。またシリーズ名はインディNXTに変更され、IndyCarはアンダーセンプロモーションからシリーズの運営を引き継いだ。アンダーセンプロモーションはIndyCarの認可の元、系列の下位リーグであるUSF・プロ選手権を引き続き運営している。

## 歴代チャンピオン
| シーズン                                                 | ドライバー                                   | チーム                                       | シャシー                                     | エンジン                                     |
| CART アメリカン・レーシング・シリーズ                    | CART アメリカン・レーシング・シリーズ        | CART アメリカン・レーシング・シリーズ        | CART アメリカン・レーシング・シリーズ        | CART アメリカン・レーシング・シリーズ        |
| -------------------------------------------------------- | -------------------------------------------- | -------------------------------------------- | -------------------------------------------- | -------------------------------------------- |
| 1986                                                     | ファブリツィオ・バルバッツァ                 | アルシエロ・レーシング                       | マーチ                                       | ビュイック                                   |
| 1987                                                     | ディディエ・セイス                           | トゥルースポーツ                             | マーチ                                       | ビュイック                                   |
| 1988                                                     | ジョン・ビークヒュイス                       | エンタープライズ・レーシング                 | マーチ                                       | ビュイック                                   |
| 1989                                                     | マイク・グロフ                               | リーディングエッジ・モータースポーツ         | マーチ                                       | ビュイック                                   |
| 1990                                                     | ポール・トレーシー                           | ランドフォード・レーシング                   | マーチ                                       | ビュイック                                   |
| CART インディ・ライツ・シリーズ                          |                                              |                                              |                                              |                                              |
| 1991                                                     | エリック・バシェラール                       | ランドフォード・レーシング                   | マーチ                                       | ビュイック                                   |
| 1992                                                     | ロビー・ブール                               | リーディングエッジ・モータースポーツ         | マーチ                                       | ビュイック                                   |
| 1993                                                     | ブライアン・ハータ                           | タスマン・モータースポーツ                   | ローラ                                       | ビュイック                                   |
| 1994                                                     | スティーブ・ロバートソン                     | タスマン・モータースポーツ                   | ローラ                                       | ビュイック                                   |
| 1995                                                     | グレッグ・ムーア                             | フォーサイス・レーシング                     | ローラ                                       | ビュイック                                   |
| 1996                                                     | デヴィッド・エンプリングハム                 | フォーサイス・レーシング                     | ローラ                                       | ビュイック                                   |
| 1997                                                     | トニー・カナーン                             | タスマン・モータースポーツ                   | ローラ                                       | ビュイック                                   |
| 1998                                                     | クリスチアーノ・ダ・マッタ                   | タスマン・モータースポーツ                   | ローラ                                       | ビュイック                                   |
| 1999                                                     | オリオール・セルビア                         | ドリコット・レーシング                       | ローラ                                       | ビュイック                                   |
| 2000                                                     | スコット・ディクソン                         | パックウェスト・ライツ                       | ローラ                                       | ビュイック                                   |
| 2001                                                     | タウンゼント・ベル                           | ドリコット・レーシング                       | ローラ                                       | ビュイック                                   |
| IRL インフィニティ・プロ・シリーズ                       |                                              |                                              |                                              |                                              |
| 2002                                                     | A.J.フォイト4世                              | A.J.フォイト・エンタープライズ               | ダラーラ                                     | インフィニティ                               |
| 2003                                                     | マーク・テイラー                             | パンサー・レーシング                         | ダラーラ                                     | インフィニティ                               |
| 2004                                                     | チアゴ・メディロス                           | サム・シュミット・モータースポーツ           | ダラーラ                                     | インフィニティ                               |
| 2005                                                     | ウェイド・カニンガム                         | ブライアン・スチュワート・レーシング         | ダラーラ                                     | インフィニティ                               |
| IRL インディ・プロ・シリーズ                             |                                              |                                              |                                              |                                              |
| 2006                                                     | ジェイ・ハワード                             | サム・シュミット・モータースポーツ           | ダラーラ                                     | 日産                                         |
| 2007                                                     | アレックス・ロイド                           | サム・シュミット・モータースポーツ           | ダラーラ                                     | 日産                                         |
| IRL ファイアストン・インディ・ライツ                     |                                              |                                              |                                              |                                              |
| 2008                                                     | ラファエル・マトス                           | AGR-AFSレーシング                            | ダラーラ                                     | 日産                                         |
| 2009                                                     | J.R.ヒルデブランド                           | AGR-AFSレーシング                            | ダラーラ                                     | 日産                                         |
| 2010                                                     | ジャン＝カール・ベルネイ                     | サム・シュミット・モータースポーツ           | ダラーラ                                     | 日産                                         |
| ファイアストン・インディ・ライツ                         |                                              |                                              |                                              |                                              |
| 2011                                                     | ジョセフ・ニューガーデン                     | サム・シュミット・モータースポーツ           | ダラーラ                                     | 日産                                         |
| 2012                                                     | トリスタン・ボーティエ                       | サム・シュミット・モータースポーツ           | ダラーラ                                     | 日産                                         |
| 2013                                                     | セイジ・カラム                               | シュミット・ピーターソン・モータースポーツ   | ダラーラ                                     | 日産                                         |
| インディ・ライツ・プレゼンテッド・バイ・クーパー・タイヤ |                                              |                                              |                                              |                                              |
| 2014                                                     | ギャビー・チャベス                           | ベラルディ・オート・レーシング               | ダラーラ                                     | 日産                                         |
| 2015                                                     | スペンサー・ピゴット                         | フンコス・レーシング                         | ダラーラ                                     | マツダ                                       |
| 2016                                                     | エド・ジョーンズ                             | カーリン                                     | ダラーラ                                     | マツダ                                       |
| 2017                                                     | カイル・カイザー                             | フンコス・レーシング                         | ダラーラ                                     | マツダ                                       |
| 2018                                                     | パトリシオ・オワード                         | アンドレッティ・オートスポーツ               | ダラーラ                                     | マツダ                                       |
| 2019                                                     | オリバー・アスキュー                         | アンドレッティ・オートスポーツ               | ダラーラ                                     | マツダ                                       |
| 2020                                                     | 新型コロナウイルスの感染拡大の影響により中止 | 新型コロナウイルスの感染拡大の影響により中止 | 新型コロナウイルスの感染拡大の影響により中止 | 新型コロナウイルスの感染拡大の影響により中止 |
| 2021                                                     | カイル・カークウッド                         | アンドレッティ・オートスポーツ               | ダラーラ                                     | AER                                          |
| 2022                                                     | リヌス・ルンドクヴィスト                     | HMDモータースポーツ                          | ダラーラ                                     | AER                                          |
| インディNXT byファイアストン                             |                                              |                                              |                                              |                                              |
| 2023                                                     | クリスチャン・ラスムッセン                   | HMDモータースポーツ                          | ダラーラ                                     | AER                                          |
| 2024                                                     | ルイス・フォスター                           | アンドレッティ・グローバル                   | ダラーラ                                     | AER                                          |

## ドライバー

### 現在のドライバー
以下は2010年のインディ・ライツ・シーズンに参戦するドライバー：
| - ロドリゴ・バルボサ - エイドリアン・カンポスJr. - ピッパ・マン - ジェームズ・ヒンチクリフ - カルメン・ホルダ - チャーリー・キンボール - フィリップ・メジャー | - マーティン・プロウマン - マイク・ポテッケン - セバスチャン・サーベドラ - ジュニア・ストロウス - ジャン＝カール・ベルネイ - ブランドン・ワグナー - ステファン・ウィルソン - グスタボ・ヤカマン |

### インディカー・シリーズ昇格ドライバー
| - ディディエ・アンドレ - マルコ・アンドレッティa - リチャード・アンティヌッキ - アナ・ベアトリス - タウンゼント・ベル - ビリー・ボートa - ロビー・ブールa - ジェイミー・カマラ - バズ・カルキンスa b - エリオ・カストロネベスa c - エド・カーペンター - P.J.チェッソン - ポール・ダナ - スコット・ディクソンa b c - アイルトン・ダレa - マリオ・ドミンゲス - エイドリアン・フェルナンデスa - A.J.フォイト4世 - フィル・ジーブラー - マイク・グロフ - ロビー・グロフ - フェリペ・ジアフォーネa | - マルコ・グレコ - スコット・ハーリントン - ブライアン・ハータa - ジェイ・ハワード - P.J.ジョーンズ - トニー・カナーンa b - アレックス・ロイド - アリー・ルイエンダイクJr. - ラファエル・マトス - ケーシー・メアーズ - チアゴ・メディロス - ジャック・ミラー - 武藤英紀 - マリオ・ロマンキニ - マーティー・ロス - ジェフ・サイモンズ - オリオール・セルビア - マーク・テイラー - ポール・トレーシー - ジョニー・オコーネル - コリー・ウィザーリル - ダン・ウェルドンa b c |

a インディカー・シリーズでの優勝経験者

b インディカー・シリーズチャンピオン

c インディ500の優勝経験者

### その他の著名ドライバー
| - ジェフ・アンドレッティ - ジェイソン・ブライト - トミー・バーン - グイド・ダッコ - ウォリー・ダレンバックJr. - ルイス・ディアス - ファン・マヌエル・ファンジオ2世 - ダミエン・ファルクナー - ジョン・フォガティ - フランク・フレオン - トニー・ジョージ | - デレク・ヒギンズ - ジョニー・ケーン - ロドルフォ・ラヴィン - エディ・ローソン - スティーヴ・ミレン - ポール・モリス - ヴィンス・ニール - アンドレ・リベイロ - マーク・スミス |

## 参照
1. ↑  Taken from the official 2007 entry list at http://www.indycar.com/indylights/drivers
2. ↑  “インディライツが「インディNXT」に名称変更。ファイアストンがサポートへ”. オートスポーツWeb.   SAN-EI (2022年11月8日). 2022年12月2日閲覧。
3. ↑  “INDY LIGHTS - DALLARA SPECIFICATIONS”. 2022年7月6日時点のオリジナルよりアーカイブ。2022年6月21日閲覧。
4. ↑  Andersen Promotions to take over Indy Lights, Racer, June 20, 2013, Retrieved 2013-10-22
5. ↑  Cooper Tires Named Official Tire Of New Indy Lights Series Archived 2017-09-14 at the Wayback Machine., Performance Racing Industry, August 22, 2013, Retrieved 2013-10-22
6. ↑  Pruett, Marshall. Indy Lights series selects 2015 engine supplier, Racer, November 26, 2013, Retrieved 2013-11-26
7. ↑  Pruett, Marshall (October 7, 2020). “Revamped Indy Lights to return in 2021”. Racer 2021年4月21日閲覧。.